# جواب الاعتراضات المصرية على الفتيا الحموية
جواب الاعتراضات المصرية على الفتيا الحموية هو كتاب من تأليف الإمام أحمد بن عبد الحليم بن تيمية (661 هـ - 728 هـ)، أحد أعلام أهل السنة والجماعة، كتبه أثناء إقامته في مصر ردًا على مجموعة من العلماء الذين اعترضوا على مضمون الفتيا الحموية الكبرى، والتي تناول فيها المؤلف إثبات الصفات الإلهية على منهج السلف الصالح، وردّ على مذاهب الجهمية والأشاعرة والمعتزلة.

## خلفية الكتاب
بدأت القصة حين طُلب من ابن تيمية في سنة 698 هـ أن يبيّن معتقد أهل السنة والجماعة في صفات الله، فكتب فتوى مفصلة تُعرف باسم الفتيا الحموية. أثارت الفتوى ردود فعل عنيفة من بعض علماء الكلام في مصر، خاصة من المنتسبين إلى الأشاعرة، فكتبوا اعتراضات عليها، ما دفع ابن تيمية إلى كتابة هذا الكتاب جوابًا على اعتراضاتهم، مبينًا منهجه في العقيدة، وشارحًا أدلته من القرآن والسنة النبوية.

## محتوى الكتاب
يناقش ابن تيمية في هذا الرد المسائل التالية:
- الفرق بين منهج السلف والخلف في الصفات.
- فساد تأويل الصفات الإلهية، وخطورة نفيها.
- التوفيق بين العقل الصريح والنقل الصحيح.
- الرد على تأويلات المتكلمين لصفات مثل: الاستواء، اليد، الوجه، النزول، وغيرها.
- إثبات أن السلف لم يفوّضوا معاني الصفات كما يزعم البعض، بل أثبتوها دون تكييف أو تمثيل.

## أهمية الكتاب
يُعتبر الكتاب من المصادر العقدية المهمة لفهم العقيدة السلفية في قضية أسماء الله وصفاته. وقد جمع بين قوة الحجة العقلية والنقلية، وهو يُكمل سلسلة مؤلفات ابن تيمية في هذا الباب مثل: العقيدة الواسطية، والفتيا الحموية، والرسالة التدمرية. وقد اعتمد عليه علماء العقيدة في القرون التالية، خاصة في الرد على شبهات المتكلمين والفلاسفة.

## منهج المؤلف
يظهر في الكتاب أسلوب ابن تيمية المميز، ومنه:
- الاعتماد على نصوص الكتاب والسنة.
- النقل عن الصحابة وأئمة السلف.
- استخدام العقل في حدود الشرع للرد على الشبهات.
- بيان فساد المنهج الكلامي وأثره على الانحراف العقدي.[3]

## المؤلف
أحمد بن عبد الحليم بن تيمية الحراني، وُلد سنة 661 هـ في حران، ثم انتقل إلى دمشق، وكان من أبرز علماء الإسلام في العصر المملوكي. من أشهر كتبه:
- درء تعارض العقل والنقل
- منهاج السنة النبوية
- الفتيا الحموية الكبرى
- العقيدة الواسطية[4]